# Эсферверин
Эсфервери́н (перс. اسفرورین‎) — город на северо-западе Ирана, в провинции Казвин. Входит в состав шахрестана Такестан.

## География
Город находится в центральной части провинции, в долине реки Херруд, на расстоянии приблизительно 40 километров к юго-западу от Казвина, административного центра провинции и на расстоянии 130 километров к западу-северо-западу (WNW) от Тегерана, столицы страны. Абсолютная высота — 1265 метров над уровнем моря.

## Население
По данным переписи 2006 года численность населения составляла 12 104 человек. Разговорный язык для большинства горожан — тати. Большинство верующих — мусульмане-шииты.

## Транспорт
Ближайший аэропорт расположен в городе Казвин.